# جورج بلوند
جورج بلوند (بالفرنسية: Georges Blond)‏ هو صحفي ومهندس فرنسي، ولد في 11 يوليو 1906 في مارسيليا في فرنسا، وتوفي في 16 مارس 1989 في باريس في فرنسا.